# Olcsva
Olcsva là một thị trấn thuộc hạt Szabolcs-Szatmár-Bereg, Hungary. Thị trấn này có diện tích 9,96 km², dân số năm 2010 là 612 người, mật độ 61 người/km².